# Ca anastigma
Ca anastigma är en fjärilsart som beskrevs av Dyar 1914. Ca anastigma ingår i släktet Ca och familjen Dalceridae. Inga underarter finns listade i Catalogue of Life.